# Saltos ornamentais no Campeonato Mundial de Esportes Aquáticos de 2022 - Trampolim 3 m sincronizado masculino
A prova do trampolim 3 m sincronizado masculino dos saltos ornamentais no Campeonato Mundial de Esportes Aquáticos de 2022 foi realizada no dia 26 de junho, em Budapeste, na Hungria. 

## Calendário
Horário local (UTC+2).
| Fase              | Data        | Hora  |
| ----------------- | ----------- | ----- |
| Rodada preliminar | 26 de junho | 09:00 |
| Final             | 26 de junho | 16:00 |

## Medalhistas
| Ouro                             | Prata                                        | Bronze                                 |
| China · Cao Yuan · Wang Zongyuan | Reino Unido · Anthony Harding · Jack Laugher | Alemanha · Timo Barthel · Lars Rüdiger |

## Resultados
| Pos.              | Saltadores           | Nacionalidade                        | Preliminar | Preliminar | Final  | Final |
| Pos.              | Saltadores           | Nacionalidade                        | Pontos     | Pos.       | Pontos | Pos.  |
| ----------------- | -------------------- | ------------------------------------ | ---------- | ---------- | ------ | ----- |
| Medalha de ouro   | China                | Cao Yuan Wang Zongyuan               | 446.07     | 1          | 459.18 | 1     |
| Medalha de prata  | Reino Unido          | Anthony Harding Jack Laugher         | 413.13     | 2          | 451.71 | 2     |
| Medalha de bronze | Alemanha             | Timo Barthel Lars Rüdiger            | 383.07     | 5          | 406.44 | 3     |
| 4                 | Suíça                | Guillaume Dutoit Jonathan Suckow     | 345.00     | 9          | 376.05 | 4     |
| 5                 | França               | Jules Bouyer Alexis Jandard          | 387.27     | 3          | 375.54 | 5     |
| 6                 | Itália               | Lorenzo Marsaglia Giovanni Tocci     | 361.65     | 6          | 372.33 | 6     |
| 7                 | Colômbia             | Sebastián Morales Luis Uribe         | 386.37     | 4          | 364.62 | 7     |
| 8                 | México               | Diego García Yolotl Martínez         | 358.26     | 7          | 363.21 | 8     |
| 9                 | Ucrânia              | Oleksandr Horshkovozov Oleh Kolodiy  | 353.64     | 8          | 362.43 | 9     |
| 10                | Espanha              | Adrián Abadía Nicolás García         | 331.02     | 12         | 354.60 | 10    |
| 11                | Malásia              | Chew Yiwei Ooi Tze Liang             | 337.23     | 11         | 337.83 | 11    |
| 12                | Nova Zelândia        | Liam Stone Frazer Tavener            | 337.86     | 10         | 322.11 | 12    |
| 13                | República Dominicana | Frandiel Gómez Jonathan Ruvalcaba    | 327.63     | 13         |        |       |
| 14                | Geórgia              | Sandro Melikidze Tornike Onikashvili | 316.95     | 14         |        |       |
| 15                | Estados Unidos       | Tyler Downs Quentin Henninger        | 299.43     | 15         |        |       |
| 16                | Kuwait               | Abdulrahman Abbas Hasan Qali         | 287.10     | 16         |        |       |